# Bolttsia myersi
Bolttsia myersi is een vlokreeftensoort uit de familie van de Bolttsiidae. De wetenschappelijke naam van de soort is voor het eerst geldig gepubliceerd in 2009 door Azman & Lowry.